# Willibald Pirckheimer
Willibald Pirckheimer (Bilibald Pirkheimer, ur. 4 grudnia 1470 w Eichstätt, zm. 22 grudnia 1530 w Norymberdze) – niemiecki humanista, przyjaciel Albrechta Dürera, doradca cesarza Maksymiliana.
Studiował prawo w Padwie i Pawii. Po powrocie z Włoch do Norymbergi zasiadał w radzie miejskiej. Był znanym tłumaczem dzieł greckich. Brał udział w wojnie austriacko-szwajcarskiej w 1499. Angażował się w polemiki literackie początku reformacji w Niemczech, krytykując kler katolicki. Jako prawnik zaznaczył swój udział w recepcji prawa rzymskiego w I Rzeszy oraz publikacji źródeł kodyfikacji justyniańskiej.